# Daniel Djurberg (geograf)
Daniel Djurberg, född 3 juni 1744 i Gävle, död 2 oktober 1834, var en svensk geograf. 

## Biografi
Daniel Djurberg var sonson till sin mer berömde namne, teologen Daniel Djurberg. Han far Petrus Djurberg var lektor och hans mor Elsa Lena Brandberg var brorsdotter till Peter Brandberg, adlad Cederberg, ättling till Behm och Bureättling.
Djurberg blev student vid Uppsala universitet 1761, lärare vid informationsinrättningen i Stockholm 1770, pagehovmästare hos änkedrottning Lovisa Ulrika 1772, apologist vid Katarina skola 1776 och rektor vid Klara skola 1782. Efter flera års tjänstledighet pensionerades han 1820.
Han var en produktiv författare av geografiska referensverk och läroböcker, som var mycket uppskattade och använda i hans samtid. Några av hans kartor var de första på svenska över respektive länder. När ett av de första svenska uppslagsverken gavs ut, Conversations-lexicon (fyra band, 1821-1826), en översättning av tyska Brockhaus, utelämnades artiklarna om geografiska orter med hänvisning till Djurbergs Geografiskt lexicon (1811-1813).
Han hade som vana att ibland ge egna namn åt redan kända orter och länder. Han skrev till exempel Vingandacoa i stället för Nordamerikas förenta stater (USA) och Ulimaroa i stället för Nya Holland (Australien).